# Muntiacus montanus
Il muntjak di Sumatra (Muntiacus montanus Robinson e Kloss, 1918) è una piccola specie della famiglia dei Cervidi, grande quanto un cane. Scoperto nel 1914, non era più stato avvistato dal 1930 e si riteneva ormai scomparso, ma nel 2002 un esemplare venne catturato e rimesso in libertà da un cacciatore nel Parco nazionale di Kerinci Seblat, a Sumatra. Successivamente, sempre nella stessa zona, vennero fotografati altri due esemplari. A partire dal 2008 la specie è stata inserita nella Lista Rossa della IUCN, però tra le specie poco conosciute (Data Deficient), dal momento che la sua esatta posizione tassonomica è ancora irrisolta (alcuni studiosi, infatti, la ritengono una semplice sottospecie del muntjak della Sonda, anch'esso presente sull'isola).

## Descrizione
Molto simile al più comune muntjak della Sonda, questa specie si differenzia da essa per le minori dimensioni (comprese quelle dei palchi) e per il colore più scuro del mantello.

## Distribuzione e habitat
L'areale del muntjak di Sumatra non è noto con certezza, ma potrebbe essere più esteso di quanto si creda. Sicuramente, comprende l'intera area del Parco Nazionale di Kerinci Seblat, ma è probabile anche che precedenti avvistamenti di muntjak avvenuti nelle foreste pluviali tropicali della Provincia di Sumatra Occidentale riguardino proprio esemplari di questa specie, e non muntjak della Sonda come era stato ritenuto. È inoltre da ricordare che nel 1918 l'olotipo venne catturato nell'area dell'attuale Parco nazionale di Gunung Leuser, nella Provincia di Aceh, situato ben più a nord del Kerinci Seblat. Molto probabilmente la specie è diffusa sull'intera catena dei Monti Barisan.

## Biologia
Le abitudini di questo muntjak, che vive nelle foreste sempreverdi a oltre 1000 m di quota, sono pressoché sconosciute, ma sicuramente non si distaccano molto da quelle delle altre specie di Muntiacus delle foreste tropicali.